# Allium tschulaktavicum
Allium tschulaktavicum là một loài thực vật có hoa trong họ Amaryllidaceae. Loài này được Bajtenov & Nelina mô tả khoa học đầu tiên năm 1993.